# Carex repanda
Carex repanda är en halvgräsart som beskrevs av Charles Baron Clarke. Carex repanda ingår i släktet starrar, och familjen halvgräs. Inga underarter finns listade i Catalogue of Life.